# Tadžička sovjetska enciklopedija
Tadžička sovjetska enciklopedija (ruski: Таджикская советская энциклопедия, tadžički: Энциклопедияи советии тоҷик) prva je opća enciklopedija na tadžičkome. Pisana je ćirilicom. Izdavala ju je „Glavna redakcija Tadžičke sovjetske enciklopedije“ od 1978. do 1988. u 8 sveska.

## Povijest
Godine 1974. osnovana je „Glavna redakcija Tadžičke sovjetske enciklopedije“ (ruski: Главная редакция Таджикской советской энциклопедии) koja je iste te godine izdala jednosvesčanu enciklopediju „Tadžička Sovjetska Socijalistička Enciklopedija“ (ruski: Таджикская Советская Социалистическая Республика). Drugo, dopunjeno izdanje tiskano je 1984. godine na ruskome. Glavni urednik obju izdanja bio je Muhammad Osimi.
Na osnovu te enciklopedije „Glavna redakcija Tadžičke sovjetske enciklopedije“ izdala je Tadžičku sovjetsku enciklopediju. Glavni urednik bio je Muhammad Osimi.

## Struktura
| Broj sveska | Godina objavljivanja | Ime sveska           |
| ----------- | -------------------- | -------------------- |
| 1           | 1978.                | А – ГАВҲАР           |
| 2           | 1980.                | ГАВҲАРАК – ИРЛАНД    |
| 3           | 1981.                | ИРЛАНДИЯ – ЛЕНИННОМА |
| 4           | 1983.                | ЛЕНИННОМА – МУҲИТ    |
| 5           | 1984.                | МУҲИТ – ПЛЕХАНОВ     |
| 6           | 1986.                | ПЛЕШКО – САҚИЛ       |
| 7           | 1986.                | САҚОФӢ – ХОВАЛИНГ    |
| 8           | 1988.                | ХОВАЛИНГ – ҶӮЯК      |

## Vanjske poveznice
- Velika sovjetska enciklopedija
- Tadžička nacionalna enciklopedija